# Giancarlo Judica Cordiglia
Giancarlo Judica Cordiglia (* 30 septembrie 1971 în San Maurizio Canvese, Piemont, Italia) este un  actor italian.